# Grete Letterhaus
Grete Letterhaus (* 1902 in Kastellaun, Hunsrück; † 1975; geborene Thiel) war eine deutsche Zeitzeugin des Nationalsozialismus.

## Werdegang
Grete Thiel wurde als Tochter des Beamten Wilhelm Thiel und der Maria Elisabeth Lecher geboren. Sie arbeitete im Zentralverband christlicher Textilarbeiter. 1929 heiratete sie den katholischen Arbeiterführer und Abgeordneten Bernhard Letterhaus, der im November 1944 als Widerstandskämpfer des 20. Juli 1944 hingerichtet wurde.
Nach Gründung der Bundesrepublik setzte sie sich für die Erinnerungsarbeit über den Widerstand gegen den Nationalsozialismus ein.

## Ehrungen
- 1967: Verdienstkreuz 1. Klasse der Bundesrepublik Deutschland
- Benennung einer Straße in Bonn (zusammen mit Bernhard Letterhaus)

| Personendaten    | Personendaten                               |
| ---------------- | ------------------------------------------- |
| NAME             | Letterhaus, Grete                           |
| ALTERNATIVNAMEN  | Thiel, Grete (Geburtsname)                  |
| KURZBESCHREIBUNG | deutsche Zeitzeugin des Nationalsozialismus |
| GEBURTSDATUM     | 1902                                        |
| GEBURTSORT       | Kastellaun, Hunsrück                        |
| STERBEDATUM      | 1975                                        |